# Марк Янсен
Марк Янсен (на холандски Mark Jansen) е холандски китарист.

## Биография
Роден е на 15 декември 1978. През 2002 създава метъл групата Epica. От 1995 до 2002 е китарист в After Forever. Изучава китара от 15-годишна възраст. Учи психология в Университета в Маастрихт.